# 內布拉斯加州第三國會選區
內布拉斯加州第三國會選區（英語：Nebraska's 3rd congressional district）是美国內布拉斯加州的一個國會選區，選區範圍為該州中部及西部各郡，總面積超過全州的四分之三，也是除了僅擁有一席眾議員的州（如阿拉斯加州、蒙大拿州）之外最大的眾議員選區。
以下為選區內所含的郡：亞當斯郡、安蒂洛普郡、阿瑟郡、班納郡、布萊恩郡、布恩郡、博爾斯比特郡、博伊德郡、布朗郡、水牛郡、伯特郡、蔡斯郡、切里郡、夏延郡、克萊郡、庫名郡、卡斯特郡、道斯郡、道森郡、杜爾郡、丹地郡、菲爾莫爾郡、富蘭克林郡、弗蘭蒂爾郡、富爾納斯郡、加登郡、加菲爾德郡、高斯帕郡、格蘭特郡、格里利郡、霍爾郡、漢彌爾頓郡、哈倫郡、海斯郡、希奇科克郡、霍爾特郡、胡克爾郡、霍華德郡、傑佛遜郡、卡尼郡、基斯郡、基亞帕哈郡、金博爾郡、諾克斯郡、林肯郡、洛根郡、盧普郡、麥克弗森郡、梅里克郡、莫勒爾郡、南斯郡、納科爾斯郡、珀金斯郡、費爾普斯郡、皮爾斯郡、普拉特郡、波爾克郡、雷德威洛郡、羅克郡、薩林郡、斯科茨布拉夫郡、謝里登郡、謝爾曼郡、蘇郡、塞耶郡、托馬斯郡、瓦利郡、韋伯斯特郡、惠勒郡、約克郡全部及錫達郡之一部。
本選區是傳統的共和黨鐵票區，共和黨的總統及州長候選人均能於本選區贏得70%以上的選票。自1963年起本選區眾議員均為共和黨籍，2007年起本選區眾議員為阿德里安·史密斯（Adrian M. Smith）。